# Rinako Hirasawa
Rinako Hirasawa (jap. 平沢 里菜子, Hirasawa Rinako; * 18. Mai 1983 in der Präfektur Miyagi) ist eine japanische Pornodarstellerin (AV Idol) und Schauspielerin.

## Karriere
Hirasawas Karriere als Pornodarstellerin begann 2003. Seitdem trat sie in ungefähr 40 Filmen auf, überwiegend im Fetisch- und BDSM-Bereich.
Seit 2005 ist sie auch als Schauspielerin in Pinku eigas zu sehen. Ihr erster solcher Film war Enjo Kōsai Monogatari: Shitagaru Onna-tachi. Noch im selben Jahr erhielt sie den Filmpreis Pink Grand Prix als beste neue Schauspielerin. Weitere bekannte Filme, in denen sie mitgespielt hat, sind die Erotikkomödie Hiroshi The Freeloading Sex Machine, die auf dem Independentfilmfestival Raindance Film Festival gezeigt wurde, und Uncle's Paradise.
2007 spielte sie die Hauptrolle in dem Film Dorei (engl. Titel New Tokyo Decadence – The Slave). Dieser handelt von einer jungen Frau, die eine BDSM-Beziehung mit ihrem Chef hat, und soll auf tatsächlichen Erlebnissen Hirasawas basieren.